# Flam
Il flam, l'acciaccatura per strumenti a percussione, è una tecnica che consiste nel dare due colpi sui tamburi. I colpi devono essere legati, cioè devono essere eseguiti, rapidamente, uno dopo l'altro senza interruzione di suono, come se fossero uniti, il primo viene eseguito con dinamiche quali piano, pianissimo, mentre il secondo è un colpo accentato.
Esso può essere usato anche con altri rudimenti, prendendo diversi nomi, ad esempio con i paradiddle, prendendo il nome di flam paradiddle. Nella Fusion e nell'Heavy metal, molti batteristi applicano l'uso del flam anche sulla doppia cassa.

## Esempi
Alcuni esempi di flam:
| Flam            |
| Flam Accentato  |
| Flam Paradiddle |

## Drag
Il drag è la doppia acciaccatura, analogo al flam. Consiste nell'eseguire 3 colpi legati, i primi due con dinamiche quali piano, pianissimo e il terzo accentato. Viene usato come abbellimento, è un rudimento e trova il suo massimo valore espressivo nella marcia da tamburo.